# Sørreisa
Sørreisa – norweska gmina leżąca w okręgu Troms. Ośrodkiem administracyjnym jest wieś Sørreisa.
Sørreisa jest 255. norweską gminą pod względem powierzchni.

## Demografia
Według danych z roku 2005 gminę zamieszkuje 3330 osób. Gęstość zaludnienia wynosi 9,23 os./km². Pod względem zaludnienia Sørreisa zajmuje 255. miejsce wśród norweskich gmin.
| ludność stan na 1 stycznia 2005 |         |           |       |
|                                 | kobiety | mężczyźni | razem |
| osób                            | 1695    | 1635      | 3330  |
| %                               | 50,9%   | 49,1%     | 100%  |

| wykształcenie stan na 1 października 2004 |        |         |        |        |
|                                           | podst. | średnie | wyższe | niezn. |
| osób                                      | 553    | 1575    | 433    | 38     |
| %                                         | 21,28% | 60,6%   | 16,66% | 1,46%  |

## Edukacja
Według danych z 1 października 2004:
- liczba szkół podstawowych (norw. grunnskolar): 3
- liczba uczniów szkół podst.: 453

## Władze gminy
Według danych na rok 2011 administratorem gminy (norw. rådmann) jest Wigdis N. Andersen, natomiast burmistrzem (norw. ordfører, d. borgermester) jest Knut Harald Olsen.